# Панама на Светском првенству у атлетици на отвореном 2013.
Панама је учествовала на Светском првенству у атлетици на отвореном 2013. одржаном у Москви од 10. до 18. августаа четрнаести пут, односно учествовала је на свим првенствима до данас. Репрезентацију Панаме представљао је један такмичар који се такмичио у трци на 200 метара.
На овом првенству Панама није освојила ниједну медаљу, нити је постигла неки рекорд.

## Учесници
Мушкарци :
- Алонсо Едвард — 200 м

## Резултати

### Мушкарци
| Атлетичар     | Дисциплина | Лични рекорд        | Квалификације | Квалификације | Полуфинале | Полуфинале | Финале               | Финале       | Детаљи |
| Атлетичар     | Дисциплина | Лични рекорд        | Резултат      | Место         | Резултат   | Место      | Резултат             | Место        | Детаљи |
| ------------- | ---------- | ------------------- | ------------- | ------------- | ---------- | ---------- | -------------------- | ------------ | ------ |
| Алонсо Едвард | 200 м      | 19,81 (-0.3 m/s) НР | 20,45         | 1. у гр 4     | 20,67      | 7. у гр 3  | Није се квалификовао | 12 / 55 / 56 |        |